# Roberto Arango

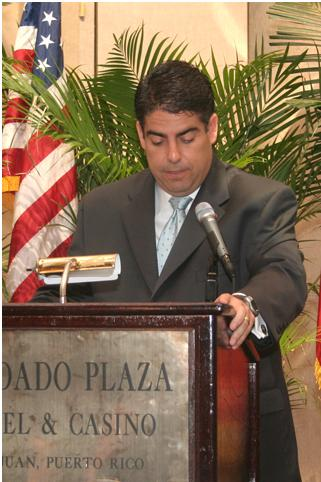
Roberto Arango i talarstolen.

Roberto Arango-Vinent är en puertoricansk politiker som satt i senaten för Puerto Rico från januari 2005 till augusti 2011. Han representerade Partido Nuevo Progresista och avgick efter en medieskandal rörande nakenbilder.